# نس‌پلم کامیونیتی، واشینگتن
نس‌پلم کامیونیتی (به انگلیسی: Nespelem Community) یک منطقهٔ مسکونی در ایالات متحده آمریکا است که در شهرستان اوکانوگان، واشینگتن واقع شده‌است. نس‌پلم کامیونیتی ۵۹٫۹ کیلومتر مربع مساحت و ۲۵۳ نفر جمعیت دارد.